# Sian Thomas
Sian Thomas (* 20. September 1953 in Stratford-upon-Avon, Warwickshire, England) ist eine britische Schauspielerin.

## Leben
Sian Thomas verbrachte den größten Teil ihrer Kindheit in Kanada. Sie ist die Schwester der Schauspielerin Sara Mair-Thomas.
Sian Thomas tritt im Theater, in Fernsehproduktionen und in Kinofilmen auf. 1992 spielte sie in der spanischen Fernsehserie Celia die Rolle der Miss Nelly. Auf der Leinwand war sie unter anderem 2006 in Das Parfum – Die Geschichte eines Mörders und 2007 in Harry Potter und der Orden des Phönix zu sehen. Darüber hinaus ist sie Jury-Mitglied des Spring Awakening-Musicals in London.
Sian Thomas lebt mit Tony Harrison zusammen.

## Filmografie (Auswahl)
- 1989: Erik der Wikinger (Erik the Viking)
- 1989: Inspektor Morse, Mordkommission Oxford (Inspector Morse; Fernsehserie, 1 Folge)
- 1990–2006: The Bill (Fernsehserie, 3 Folgen)
- 2006: Das Parfum – Die Geschichte eines Mörders
- 2006: Inspector Barnaby (Midsomer Murders) Fernsehserie, Staffel 9, Folge 5: Erst morden, dann heiraten (Four Funerals & A Wedding)
- 2007: Lewis – Der Oxford Krimi (Lewis; Fernsehserie, 1 Folge)
- 2007: Des Hauses Hüterin (Half Broken Things)
- 2007: Harry Potter und der Orden des Phönix (Harry Potter and the Order of the Phoenix)
- 2012: Merlin – Die neuen Abenteuer (Merlin; Fernsehserie, 1 Folge)
- 2014: New Tricks – Die Krimispezialisten (New Tricks; Fernsehserie, 1 Folge)
- 2017: War Machine
- 2017: Tanz ins Leben (Finding Your Feet)
- 2018: Die Dirigentin (De Dirigent)
- 2019: Doc Martin (Fernsehserie, 1 Folge)